# Sidi Allal Lamsadder
Sidi Allal Lamsadder (en àrab سيدي علال المصدر, Sīdī ʿAllāl al-Mṣaddir; en amazic ⵙⵉⴷⵉ ⵄⵍⵍⴰⵍ ⵍⵎⵙⴷⴷⵔ) és una comuna rural de la província de Khémisset, a la regió de Rabat-Salé-Kenitra, al Marroc. Segons el cens de 2014 tenia una població total de 7.366 persones.